# Prawo Brandoliniego
Prawo Brandoliniego, znane też jako zasada asymetrii bzdur, to internetowa maksyma ukuta w 2013 roku przez włoskiego programistę Alberto Brandoliniego. Podkreśla ona wysiłek potrzebny do obalenia dezinformacji w porównaniu z relatywną łatwością jej tworzenia. Prawo to stwierdza:
Ilość energii potrzebnej do obalenia bzdur jest o rząd wielkości większa niż ta, która jest potrzebna do ich wyprodukowania.
Rozwój internetu i łatwość popularyzowania różnych idei znacznie zwiększyły liczbę przykładów potwierdzających tę zasadę, jednak sama zasada asymetrii była rozpoznawana już od dawna. Podobne stwierdzenia formułowali Jonathan Swift i Frédéric Bastiat.

## Pochodzenie
Porzekadło zostało publicznie sformułowane w styczniu 2013 roku przez włoskiego programistę Alberta Brandoliniego. Brandolini stwierdził, że do sformułowania swojego twierdzenia zainspirowała go lektura książki "Pułapki myślenia. O myśleniu szybkim i wolnym" autorstwa Daniela Kahnemana chwilę przed obejrzeniem włoskiego politycznego talk show z udziałem byłego premiera Silvio Berlusconiego oraz dziennikarza Marco Travaglio.

## Przykłady
Jednym z przykładów prawa Brandoliniego jest powtarzane fałszywe twierdzenie, że szczepionki powodują autyzm. Popularność zyskała sprawa brytyjskiego lekarza Andrew Wakefielda, który opublikował artykuł na temat badania rzekomo wykazującego związek między szczepionką MMR a autyzmem. Późniejsze analizy wykazały, że wyniki tego badania były fałszywe, w wyniku czego dr Wakefield stracił prawo do wykonywania zawodu, a jego praca została zdyskredytowana i odwołana. Pomimo szeroko zakrojonych badań, które nie wykazały żadnego takiego związku, fałszywe twierdzenie miało katastrofalny wpływ na zdrowie publiczne, przyczyniając się do wzrostu niechęci do szczepień. Dziesięciolecia badań i prób edukowania społeczeństwa nie zdołały wyeliminować dezinformacji, która wciąż jest przez wielu uznawana jako prawdę.
Krótko po zamachu podczas maratonu w Bostonie w mediach społecznościowych zaczęła szerzyć się informacja, wedle której w wybuchach rzekomo zginął uczeń ocalały ze strzelaniny w szkole w Newton. Pomimo wielu prób obalenia plotki, wliczając w to śledztwo serwisu Snopes, fałszywa informacja została udostępniona przez ponad 92 000 osób oraz została wspomniana przez największe agencje medialne.
Jako przykład na sprawdzanie się Prawa Brandoliniego w czasie pandemii COVID-19 Jeff Yates, dziennikarz Radio-Canada zajmujący się dezinformacją wypowiedział się na temat krążącego wówczas po sieci filmu na YouTube: "On [Autor filmu] wygaduje naprawdę różne rzeczy. Musiałem sprawdzić każdą z nich z osobna. Musiałem dzwonić do obeznanych w temacie ekspertów i z nimi rozmawiać. Musiałem zapisać słownie te wywiady. Musiałem sformułować z nich czytelny i interesujący tekst. To szaleństwo. Ten gość w piętnaście minut stworzył swój filmik, a ja weryfikowałem go trzy dni.".
Inny przykład pochodzi z 2016 roku, kiedy to reprezentacja Islandii w piłce nożnej wyeliminowała reprezentację Anglii w turnieju Euro 2016. Dziewięć miesięcy po wygranym meczu islandzki lekarz Ásgeir Pétur Þorvaldsson żartobliwie napisał na twitterze, że dzięki zwycięstwu na Islandii nastąpił wyż demograficzny ("baby boom"). Mimo szerokiego rozgłosu medialnego sugerującego prawdziwość tego stwierdzenia, analiza statystyczna przeprowadzona przez dociekliwych badaczy obaliła tezę w tweecie Þorvaldssona.

## Odwołania do Prawa Brandoliniego
Do Prawa Brandoliniego w swojej publikacji o dezinformacji odwołała się Telewizja Polska.
Na tylnej okładce książki "Mity globalnego ocieplenia" autorstwa Marcina Adamczyka, wydanej w 2019 roku zacytowane jest Prawo Brandoliniego. Wpis nawiązujący do publikacji i samego prawa opublikował na X niedługo przed publikacją książki polityk Janusz Korwin-Mikke.